# Sydney Gay and Lesbian Mardi Gras

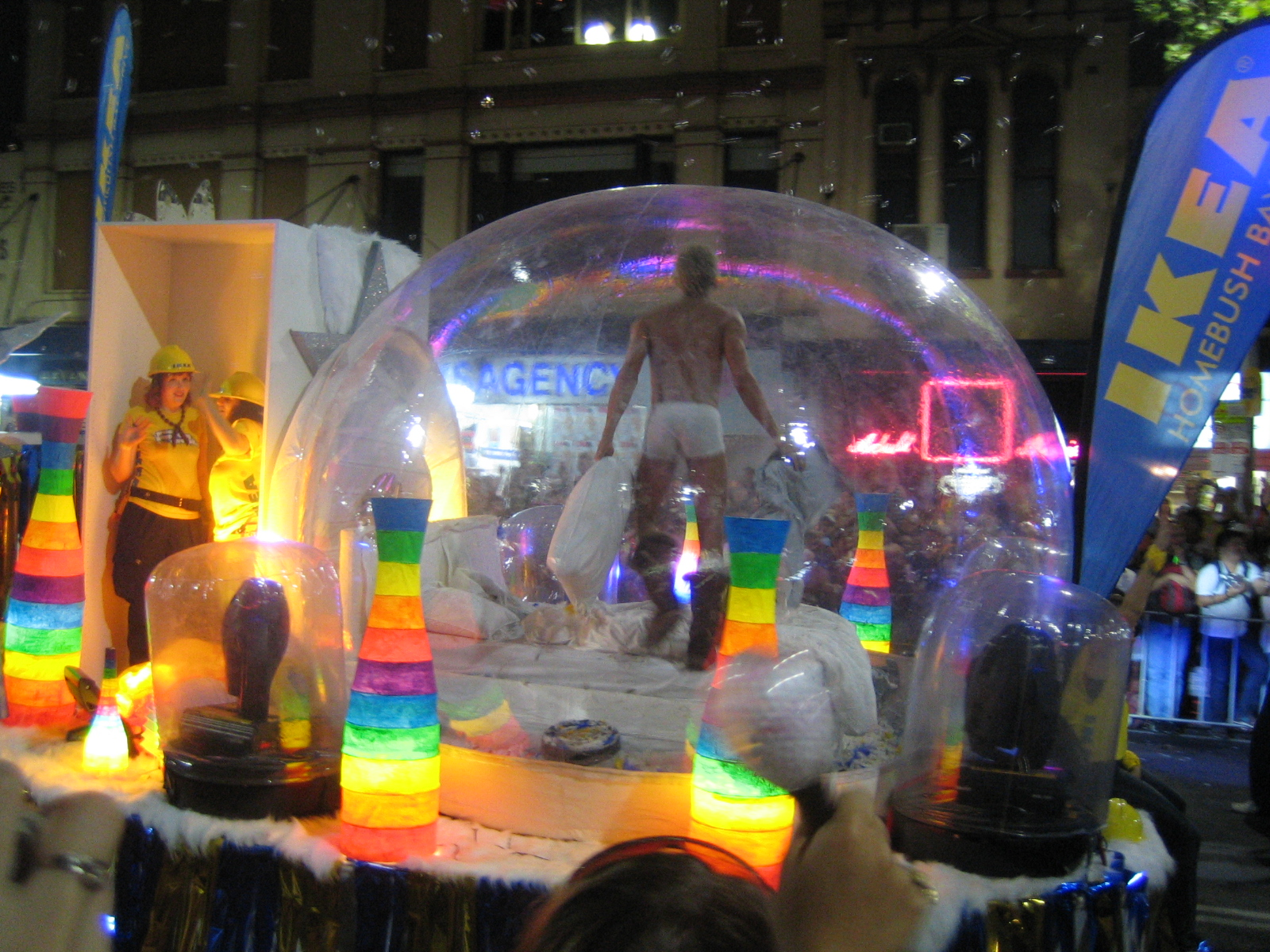
Darsteller beim Sydney Mardi Gras 2006

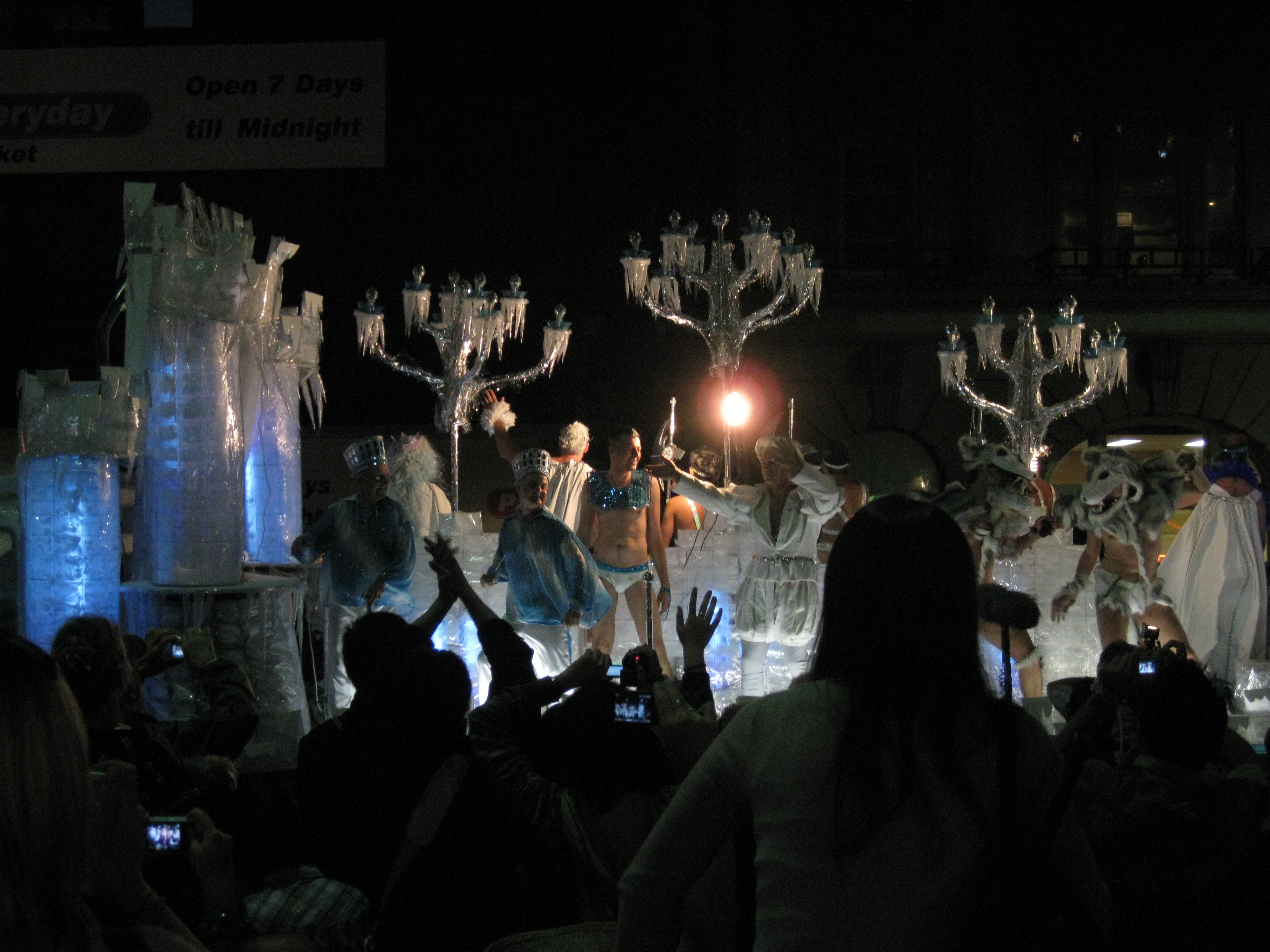
Darsteller beim Sydney Mardi Gras 2008

Der Mardi Gras in Sydney, Australien ist ein seit 1978 jährlich im Februar stattfindendes dreiwöchiges Schwulen- und Lesbenfestival. In dieser Zeit finden mehr als achtzig Veranstaltungen statt. Die Mardi Gras Festival Parade war mit 9500 Teilnehmern, 134 Umzugswagen und 300.000 Zuschauern 2009 das größte Ereignis dieser Art in der Welt. Teilnehmer sind häufig kostümiert und tanzen zur Musik der Umzugswagen eine Choreografie; verschiedene gesellschaftliche Gruppen wie Surf Life Saver oder Berufsgruppen wie Polizisten nehmen an der Parade in ihrer Berufskleidung teil. Das Mardi Gras Film Festival, das größte queere Filmfestival in Australien, ist fester Bestandteil des Events.
Die Parade gab es erstmals 1978 zur Erinnerung der Stonewall-Unruhen – zu einer Zeit, als im Bundesstaat New South Wales, dessen Hauptstadt Sydney ist, homosexuelle Handlungen noch unter Strafe standen.
1994 wurde die Parade vom Fernsehsender Australian Broadcasting Corporation (ABC) erstmals live übertragen.